# Simon Gregorčič

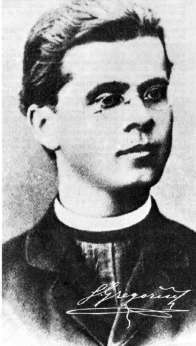
Simon Gregorčič

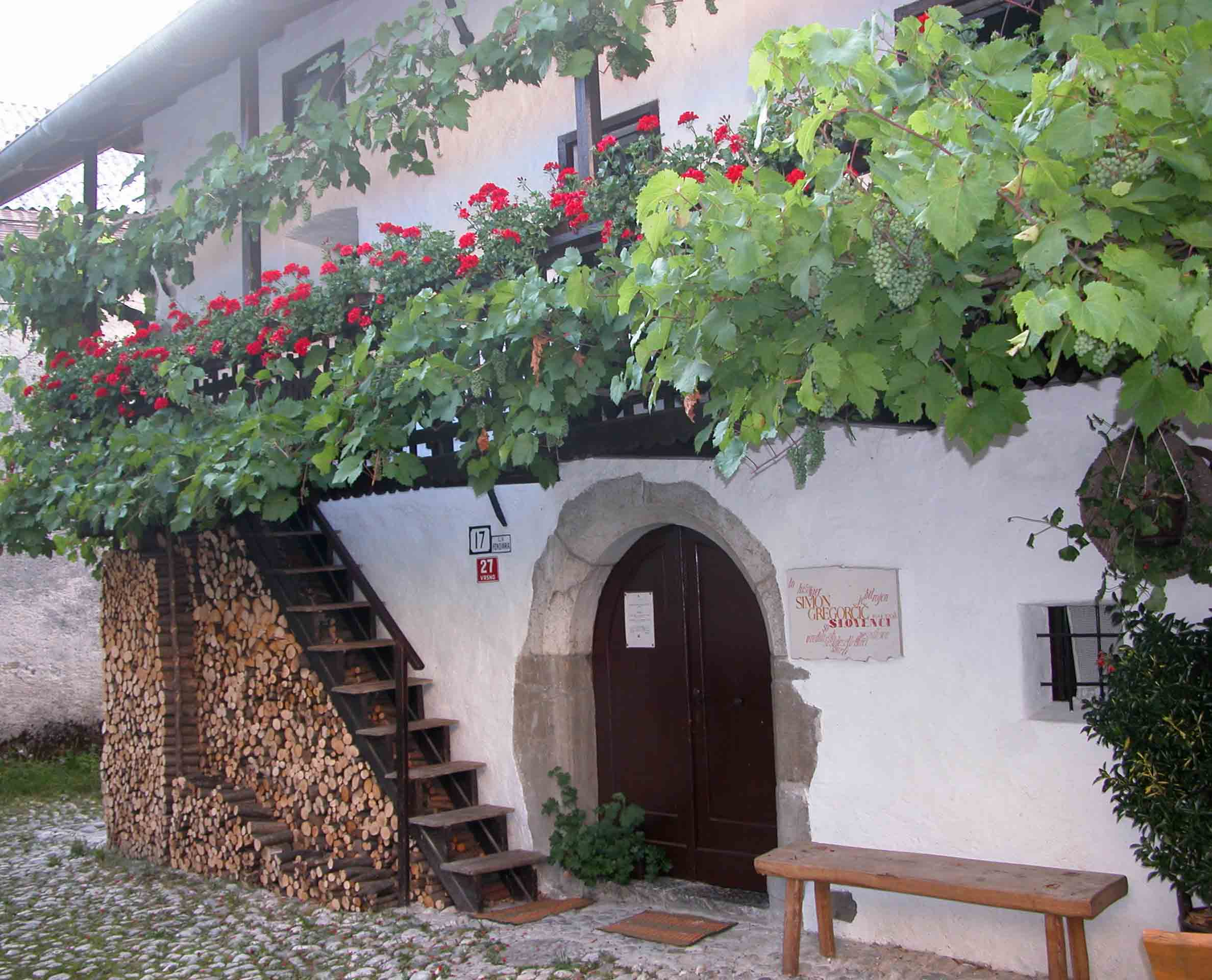
Literaturmuseum im Geburtshaus von Gregorčič

Simon Gregorčič (* 15. Oktober 1844 in Vrsno, Kobarid, Goriška; † 24. November 1906 in Goriška) war ein slowenischer Dichter und römisch-katholischer Priester.

## Leben
Nach dem Schulbesuch besuchte er ein Priesterseminar und war nach seiner Priesterweihe 1867 als katholischer Vikar in Kobarid tätig, wo er 1868 eine der ersten Bibliotheken Sloweniens gründete. 1873 wechselte er als Gemeindepriester nach Branik bei Nova Gorica, wo er zwar ein populärer Pfarrer war, allerdings Probleme mit der kirchlichen Obrigkeit bekam.
Seine von France Prešeren inspirierten Gedichte zeichneten sich durch eine schwermütige, empfindsame Naturlyrik in schlichten Formen aus und erschienen in den vier Gedichtbänden Poezije I (1882), Poezije II (1888), Poezije III (1902) sowie posthum Poezije IV (1908). Zu seinen bekanntesten Gedichten gehören Ujetega ptiča tožba, die Ode an Isonzo Soči und das Liebesgedicht Kropiti te ne smem.
In seinem Geburtshaus in Vrsno befindet sich heute ein Rojstna hiša Simona Gregorčiča genanntes Literaturmuseum. Der Komponist Avgust Ipavec schuf darüber hinaus ihm zu Ehren das Oratorium Lass meine Nachtigall singen.